# Juraj Holčík
Juraj Holčík (18. října 1934 Trnava – 16. května 2010 Bratislava) byl slovenský a československý biolog, odborník na ichtyologii, po sametové revoluci krátce i politik, poslanec Sněmovny národů Federálního shromáždění za Verejnosť proti násiliu.

## Biografie
Střední školu absolvoval v Banské Bystrici, pak studoval biologii na Přírodovědecké fakultě Univerzity Komenského v Bratislavě a na Přírodovědecké fakultě Univerzity Karlovy v Praze. Specializoval se na ichtyologii. Vysokou školu dokončil v roce 1958, pak krátce v letech 1958–1960 působil v Krajském muzeu v Trnavě a v Laboratoři rybářství v Bratislavě (1960–1962). Poté působil coby interní aspirant v Zoologickém ústavu Univerzity Karlovy v Praze, kde v roce 1966 obhájil dizertaci. Následně se vrátil na Slovensko, kde v letech 1966–1968 působil v Slovenském národním muzeu na postu vědeckého pracovníka a kurátora. V letech 1968–1990 pracoval v Ústavu rybářství a hydrobiologie v Bratislavě a pak v letech 1990–2004 v Ústavu zoologie Slovenské akademie věd, jehož prvním ředitelem se stal. Publikoval cca 400 studií a přes dvacet monografií.
K roku 1990 je profesně uváděn jako pracovník Ústavu rybářství a hydrobiologie v Bratislavě, bytem Bratislava.
V lednu 1990 zasedl v rámci procesu kooptací do Federálního shromáždění po sametové revoluci do slovenské části Sněmovny národů (volební obvod č. 100 - Topoľčany, Západoslovenský kraj) jako bezpartijní poslanec (respektive poslanec za hnutí Veřejnost proti násilí). Ve Federálním shromáždění setrval do konce funkčního období, tedy do voleb roku 1990.